# 楊淑淨
楊淑淨（1988年1月4日—）為臺灣籃球教練、前運動員，現擔任佛光大學籃球隊總教練。楊淑淨來自莊敬國小、七賢國中、海山高中以及國立臺灣師範大學。2015年夏天南山高中重組女籃隊，球隊由楊淑淨執掌兵符。2018年1月106學年度HBL八強賽開打前楊淑淨將南山女籃的兵符交給李陸臻，專注於電信女籃的球員身分上，楊淑淨帶兵兩年半繳出20勝16敗的成績。2019年楊淑淨高掛球鞋投入保險業，同年9月重返籃球圈加入佛光大學籃球隊教練團。

## 外部連結
- 楊淑淨在Eurobasket.com（球員）（英语）